# Locator/Identifier Separation Protocol
Az Internet Protocol (IP) által használt jelenlegi címzési architektúrában az IP-címnek két különálló funkciója van:
- végponti címzési azonosítóként egyértelműen azonosít egy hálózati interfészt a helyi hálózati címzési kontextuson belül
- az útválasztás során („lokátor vagy helymeghatározó funkció”) segít meghatározni, hogy egy hálózati interfész merre található a nagyobb, útválasztási kontextusban.

Több javaslat született a két funkció elválasztására, mivel ez lehetővé tenné az internet jobb skálázhatóságát. Ilyenek a Locator/Identifier Separation Protocol és a GSE/8+8 mint hálózat-alapú megoldások, valamint a SHIM6 és a HIP mint ügyfélalapú megoldások.
A Locator/Identifier Separation Protocol szerint a hálózati elemek (routerek) felelősek az végpont-azonosítók – end-point-indentifiers (EID) – és a helymeghatározók – route locators (RLOC) – közötti összerendelés elvégzéséért, és ez a folyamat láthatatlan az internetes végpontok számára.

## A LISP előnyei
- Olcsó multihoming BGP, AS és PI használata nélkül
- Átjárás az IP-címcsaládok között, például: IPv6-IPv6 között IPv4-en keresztül vagy IPv4-IPv4 között IPv6-on keresztül

## Fordítás
- Ez a szócikk részben vagy egészben a Locator/Identifier Separation Protocol című angol Wikipédia-szócikk ezen változatának fordításán alapul.  Az eredeti cikk szerkesztőit annak laptörténete sorolja fel. Ez a jelzés csupán a megfogalmazás eredetét és a szerzői jogokat jelzi, nem szolgál a cikkben szereplő információk forrásmegjelöléseként.